# Форначи (Терни)
Форначи (итал. Fornaci) је насеље у Италији у округу Терни, региону Умбрија.
Према процени из 2011. у насељу је живело 34 становника. Насеље се налази на надморској висини од 315 м.